# Тивиково (Псковская область)
Тивиково — деревня в Печорском районе Псковской области России. Входит в состав городского поселения «Печоры».
Расположена на западе городского поселения, в 3 км к юго-западу от центра города Печоры.
До 2005 года входила в состав ныне упразднённой Печорской волости.

## Население
Численность населения деревни по оценке на 2000 год составляла 9 жителей.
| 2001 | 2002 | 2010 |
| ---- | ---- | ---- |
| 9    | ↘8   | ↗9   |